# SN 2007px
SN 2007px – supernowa typu Ia odkryta 2 listopada 2007 roku w galaktyce A002244-0028. W momencie odkrycia miała maksymalną jasność 23,10m.